# Fédération française des associations d'actionnaires salariés
 (avril 2018).
Si vous disposez d'ouvrages ou d'articles de référence ou si vous connaissez des sites web de qualité traitant du thème abordé ici, merci de compléter l'article en donnant les références utiles à sa vérifiabilité et en les liant à la section « Notes et références ».
La FAS, pour Fédération française des associations d'actionnaires salariés et anciens salariés, rassemble les associations qui se sont créées au sein des entreprises depuis 1986 et représente les quelque 2,5 millions d'actionnaires salariés et anciens salariés en France.
Abordant l’actionnariat salarié à la fois sous les angles financier, législatif, de développement durable et d’éthique, la FAS et ses membres jouent un rôle majeur dans l’accompagnement du développement économique et social par l’adhésion des salariés aux projets d’entreprise.
La FAS est devenue un pôle d'expertise dans tous les domaines de l'actionnariat salarié et plus généralement de l'épargne salariale et de l'épargne retraite d'entreprise.
Depuis juin 2011, la fédération est présidée par Philippe Lépinay[réf. nécessaire].

## Missions de la FAS
Les principales missions de la FAS sont :
- le conseil et la consultation par l'élaboration et la présentation de propositions législatives et réglementaires et d'orientations en matière de droits des actionnaires,
- l'information des épargnants avec le Guide de l’Actionnaire Salarié, de l'Epargne Salariale et de l'Epargne Retraite,
- le développement de la formation aux salariés actionnaires avec le Label Formation FAS attribué à des organismes de formation spécialisés dans l'épargne salariale,
- la compréhension de l'actionnariat salarié avec le Benchmark Annuel réalisé auprès des entreprises et présentant les principales caractéristiques de l'actionnariat salarié et leurs évolutions,
- la promotion de l'actionnariat salarié avec le Grand Prix de l’Actionnariat Salarié qui récompense les entreprises, cotées et non cotées, favorisant l'actionnariat salarié sous toutes ses formes,
- la présentation de l'actionnariat salarié développé dans les entreprises avec le Recueil des Principes, Valeurs, et Pratiques de l'actionnariat salarié,
- la connaissance de l'actionnariat salarié avec des journées d'étude dédiées,
- la valorisation de l'actionnariat salarié en France, avec l'Indice Euronext FAS IAS.